# Oribatula capitata
Oribatula capitata är en kvalsterart som först beskrevs av Banks 1910.  Oribatula capitata ingår i släktet Oribatula och familjen Oribatulidae. Inga underarter finns listade i Catalogue of Life.